# Cobra-de-pestana
A Cobra-de-pestana ou víbora-de-pestana (Bothriechis schlegeli) é uma víbora arborícola que vive nas florestas que vão do México até a Venezuela.
Possui um colorido vivo e berrante, que vai do amarelo até o verde musgo, e seu nome é devido a um grupo de escamas localizado acima da cabeça. È relativamente pequena para a espécie. com o macho alcançando entre 55 a 82 cm de comprimento, e as fêmeas 69 cm.
Tem um veneno hemotóxico forte, e se a vítima não tiver um socorro imediato, pode levar à amputação do membro afetado